# 道山弘康
道山 弘康（みちやま ひろやす、1955年月日 - ）は、日本の農学者。学位は、博士（農学）〈筑波大学:博甲169号〉。元名城大学農学部教授。

## 人物
東京都葛飾区出身。1973年3月、東京都立両国高等学校を卒業。1977年3月、東京教育大学農学部農学科卒業（比較環境農学研究室）を卒業。1982年4月、茨城県霞ヶ浦高等学校附属中学校・霞ヶ浦高等学校非常勤講師（化学）1983年3月、筑波大学大学院農学研究科博士課程修了（作物学研究室）4月。財団法人日本植物調節剤研究協会臨時職員。農林水産省農業技術研究所生理遺伝部生理第5研究室へ派遣研修（生育調節剤試験）6月、農林水産省農業技術研究所非常勤職員。信州大学教育学部助手（技術科栽培担当）1985年5月、文部省内地研究員として農林水産省農業生物資源研究所機能開発部生理活性物質研究室で「生理活性物質による作物の成育制御に関する研究」に従事。1987年4月、長野工業高等専門学校非常勤講師（保健体育剣道）10月、名城大学農学部講師（作物学研究室）1994年4月、名城大学農学部助教授に就任。2000年4月、愛知工業大学非常勤講師（教職過程の栽培:平成11年のみ）2001年4月、名城大学農学部教授・大学院農学研究科博士課程。

## 受賞
- 1987年4月、日本熱帯農業学会賞「ヒマにおける側枝の発育に関する基礎的研究」花田毅一・道山弘康

## 著書
- 道山弘康〈共著〉『農学とは何か』朝倉書店ISBN 978-4-254-40024-3[3]
- 道山弘康・日本作物学会編『作物学用語事典』農山漁村文化協会（2010年3月）
- 道山弘康〈共著〉山崎耕宇・久保祐雄・西尾敏彦・石原邦監修『新編農学大事典』養賢堂（2004年）
- 道山弘康（共著）『日本作物学会創立75周年記念総説集』日本作物学会（2003年）
- 道山弘康（共著）コウマ・トウゴマ・農山漁村文化協会編『地域資源活用食品加工総覧』農山漁村文化協会（2003年）
- 道山弘康（共著）油料作物・日本作物学会編『作物学事典』朝倉書店（2002年）
- 道山弘康（共著）『食品加工総覧』農山漁村文化協会（2002年）[4]

## 委員歴
- 1996年-1999年、日本熱帯農業学会評議員
- 1988年-1999年、日本作物学会東海支部会評議員
- 1994年-1995年、日本作物学会編集委員・用語専門委員編集委員
- 1991年-1994年、日本農業気象学会東海支部会編集幹事会計幹事
- 1989年-1992年、日本花粉学会編集幹事監事